# Michele Monti
Michele Monti (Rosignano Marittimo, 5 giugno 1970 – Roma, 8 dicembre 2018) è stato un judoka italiano.

## Biografia
Nato a Rosignano Marittimo, in provincia di Livorno, iniziò a praticare il judo a 6 anni. Durante la carriera gareggiò nelle categorie di peso degli 86 e dei 100 kg (pesi medi e pesi mediomassimi).
Nel 1997 fu negli 86 kg ai Giochi del Mediterraneo di Bari, dove batté in finale il francese Stéphane Nomis, e bronzo, sempre negli 86 kg, ai Mondiali di Parigi.
A 30 anni partecipò ai Giochi olimpici di Sydney 2000, nei 90 kg, uscendo ai sedicesimi contro l'argentino Eduardo Costa.
Passato ai 100 kg, vinse un bronzo ai Giochi del Mediterraneo di Tunisi 2001.
Tre anni dopo ottenne un bronzo agli Europei di Bucarest e prese parte per la seconda volta alle Olimpiadi, quelle di Atene 2004, dove nei 100 kg fu eliminato agli ottavi, per mano dell'israeliano Ariel Zeevi, poi bronzo.
È scomparso a soli 48 anni all'ospedale Sant'Andrea di Roma dove era ricoverato per una malattia incurabile.

## Palmarès

### Campionati mondiali
- 1 medaglia:
  - 1 bronzo (86 kg a Parigi 1997)

### Campionati europei
- 1 medaglia:
  - 1 bronzo (100 kg a Bucarest 2004)

### Giochi del Mediterraneo
- 2 medaglie:
  - 1 oro (86 kg a Bari 1997)
  - 1 bronzo (100 kg a Tunisi 2001)